# Gà ác Thái Hòa
Gà ác Thái Hoà (Gallus gallus domesticus brisson), còn gọi là gà xương quạ - okê, hay gà thuốc, có nguồn gốc từ huyện Thái Hòa, tỉnh Giang Tây, Trung Quốc. Gà được nuôi với mục đích chính làm thực phẩm dinh dưỡng, làm nguyên liệu trong một số bài thuốc cổ truyền, và thịt gà là món ăn đặc sản ở nhiều nơi. Gà được nhập vào Việt Nam nuôi từ năm 1999.

## Đặc điểm ngoại hình
Gà có lông tơ, mềm, mịn, màu trắng tuyền toàn thân, đỉnh đầu có chỏm lông tơ (chỏm lông ở con mái to hơn ở con trống). Mào kép dạng hoa hồng ở con trống và dạng quả dâu tây ở con mái, có màu xanh tím. Tai màu xanh lục, tích màu xanh tím biếc. Mỏ, da, thịt, xương và nội tạng màu đen. Chân năm ngón (gọi là ngũ chảo), bàn chân có các túm lông nhỏ.
Gà ác Thái Hòa có tầm vóc lớn hơn gà ác Việt Nam.

## Năng suất và chất lượng thịt
Nuôi thịt đến 7 tuần tuổi, gà có tỷ lệ nuôi sống đạt 95,71%, khối lượng cơ thể lúc 5 tuần tuổi đạt 225,2g/con. Đây là giống gà có tuổi giết thịt sớm nhất so với các giống gà hiện có, chỉ sau khoảng 5 tuần nuội
Cũng như các giống gà ác, gà Thái Hòa có hàm lượng amino acid cao, nhất là Glutamic, Aspatic, Leucine, Alanine; hàm lượng DHA cao, chiếm 67,10%; hàm lượng sắt đạt 3,794 - 4,175 mg/100 g; Lipid thô thấp 0,74 - 0,92 %; Cholesterol thấp 15,52 - 40,42 mg/100g; hàm lượng vitamin A cao 4,62 – 7,69 mg/100g. Nhờ có hàm lượng chất dinh dưỡng cao, gà được sử dụng như một dược phẩm bổ dưỡng, có tác dụng tốt với sức khỏe con người, đặc biệt là phụ nữ có thai, người già, trẻ em (nhất là trẻ biếng ăn) và những người bị bệnh tim, gan, mật, thận.

## Khả năng sinh sản và chất lượng trứng
Nuôi sinh sản, tuổi đẻ quả trứng đầu lúc 145 ngày tuổi, khối lượng trứng 25,2 - 2615 g/quả, năng suất trứng 114-123 quả/mái/52 tuần đẻ, tiêu tốn thức ăn/10 trứng 2,54 - 2,17 kg. Khi ấp (bằng máy) để sản xuất giống, tỷ lệ trứng có phôi đạt 94,63%; tỷ lệ nở đạt 80% so với tổng số trứng đem ấp 80%.
Trứng nhỏ, khối lượng đạt 41 g/quả. Chất lượng trứng tốt, giá trị dinh dưỡng cao: tỷ lệ lòng đỏ đạt 33,82%, protein chiếm 12,04%, khoáng tổng số cao là 1,18%, sắt 2,98 mg/100g, Vitamin A trong lòng đỏ đạt 161 mg/100g, hàm lượng cholesterol thấp, 433 mg/100 g trứng. Phần lớn các amino acid không thay thế đều có mặt với hàm lượng đối cao.

## Sử dụng
Hiện nay, gà ác Thái Hòa chủ yếu được nuôi thịt để sản xuất nguồn thực phẩm bổ dưỡng. Trong sản xuất giống, nhà sản xuất thường dùng gà ác Thái Hòa để lai tạo nhằm mục đích cải tạo tầm vóc các giống gà ác khác nhỏ hơn (như gà ác Việt Nam), bên cạnh đó, gà còn được sử dụng để lai tạo với các giống gà có chất lượng cao như gà Ai Cập, gà H'Mông, các nhóm gà thịt, xương đen tương tự như gà ác để tạo con giống có năng suất cao phục vụ sản xuất.

## .Chú thích
1. ↑  Minh Tuệ (9 tháng 6 năm 2015). “Giới thiệu giống gà ác trắng - Gà thuốc bổ dưỡng, cần Bảo tồn & Phát triển”. http://hatthocvang.com. Truy cập 28 tháng 5 năm 2016. Liên kết ngoài trong |website= (trợ giúp)
2. 1 2 3  Phùng Đức Tiến. “Nghề nuôi gà ác và gà H'Mông” (PDF). http://nnptntvinhphuc.gov.vn. Nhà xuất bản Nông nghiệp. Bản gốc (PDF) lưu trữ ngày 15 tháng 8 năm 2016. Truy cập 28 tháng 5 năm 2016. Liên kết ngoài trong |website= (trợ giúp)
3. 1 2 3 4  Lê Thị Nga (2011). “Hoàn thiện quy trình nuôi gà Ai Cập, Thái Hòa và con lai” (PDF). http://thongtinkhcndaklak.vn. Viện Chăn nuôi. Bản gốc (PDF) lưu trữ ngày 5 tháng 8 năm 2016. Truy cập 28 tháng 5 năm 2016. Liên kết ngoài trong |website= (trợ giúp)
4. ↑  Trung tâm Nghiên cứu Gia cầm Thụy Phương. “GÀ ÁC LAI VT2”. http://vcn.vnn.vn/ga-ac-lai-vt2_i897_c129.aspx; http://vcn.vnn.vn/ga-ac-lai-vt2_n58190_g742.aspx. Viện Chăn nuôi. Bản gốc lưu trữ ngày 29 tháng 6 năm 2016. Truy cập 29 tháng 5 năm 2016. Liên kết ngoài trong |website= (trợ giúp)